# La Neuville (Noorderdepartement)
La Neuville is een gemeente in het Franse Noorderdepartement (regio Hauts-de-France). De gemeente telt een 600-tal inwoners.

## Geografie
De onderstaande kaart toont de ligging van La Neuville (Noorderdepartement) met de belangrijkste infrastructuur en aangrenzende gemeenten.

## Bezienswaardigheden
- De Église Saint-Blaise
- Het dorp is voor een groot deel omgeven door het Bos van Phalempin.
- Op de gemeentelijke begraafplaats van La Neuville bevinden zich twee Britse oorlogsgraven uit de Tweede Wereldoorlog.

## Demografie
Onderstaande figuur toont het verloop van het inwonertal (bron: INSEE-tellingen).